# Ženska košarka 3 na 3 na Mediteranskim igrama 2018.
Ženski turnir u košarci 3 na 3 na MI 2018. održao se u Tarragoni u Španjolskoj. Ovaj šport zamijenio je košarku, koje više nema na Mediteranskim igrama. 

## Turnir

### Skupina A
| Nadnevak   | 1. momčad  | Ishod | 2. momčad  |
| ---------- | ---------- | ----- | ---------- |
| 27. lipnja | Andora     | 5:5   | Španjolska |
| 28. lipnja | Španjolska | 21:14 | Grčka      |
|            | Slovenija  | 13:6  | Portugal   |
|            | Grčka      | 16:12 | Andora     |
|            | Portugal   | 6:5   | Španjolska |
|            | Grčka      | 13:9  | Slovenija  |
|            | Andora     | 5:14  | Portugal   |
|            | Španjolska | 19:11 | Slovenija  |
| 29. lipnja | Slovenija  | 19:21 | Andora     |
|            | Portugal   | 13:12 | Grčka      |

|    | Tablica    | I | Pob. | Por. | Pos. P | Prim. P | +/- |       |
| -- | ---------- | - | ---- | ---- | ------ | ------- | --- | ----- |
| 1. | Španjolska | 3 | 2    | 1    | 45     | 31      | +14 | 0.667 |
| 2. | Portugal   | 4 | 3    | 1    | 39     | 35      | +4  | 0.750 |
| 3. | Grčka      | 4 | 2    | 2    | 55     | 55      | 0   | 0.500 |
| 4. | Andora     | 3 | 1    | 2    | 38     | 49      | -11 | 0.333 |
| 5. | Slovenija  | 4 | 1    | 3    | 52     | 59      | -7  | 0.250 |

### Skupina B
| Nadnevak   | 1. momčad | Ishod | 2. momčad |
| ---------- | --------- | ----- | --------- |
| 28. lipnja | Francuska | 20:2  | Italija   |
|            | Srbija    | 22:13 | Turska    |
|            | Francuska | 21:11 | Srbija    |
|            | Italija   | 15:19 | Turska    |
| 29. lipnja | Turska    | 11:20 | Francuska |
|            | Italija   | 21:14 | Srbija    |

|    | Tablica   | I | Pob. | Por. | Pos. P | Prim. P | +/- |       |
| -- | --------- | - | ---- | ---- | ------ | ------- | --- | ----- |
| 1. | Francuska | 3 | 3    | 0    | 61     | 24      | +37 | 1.000 |
| 2. | Srbija    | 3 | 1    | 2    | 47     | 55      | -8  | 0.333 |
| 3. | Turska    | 3 | 1    | 2    | 43     | 57      | -14 | 0.333 |
| 4. | Italija   | 3 | 1    | 2    | 38     | 53      | -15 | 0.333 |

### Poluzavršnica
29. lipnja 2018.
- Španjolska -  Srbija 22:4
- Francuska -  Portugal 14:13

### Utakmica za broncu
29. lipnja 2018.
- Srbija -  Portugal 20:21

### Utakmica za zlato
29. lipnja 2018.
- Španjolska -  Francuska 8:10

| Pobjednici            |
| --------------------- |
| Francuska Prvi naslov |